# Koncz Márton-díj
A Koncz Márton-díj honvédelmi miniszteri rendelettel 1996-ban alapított állami szakmai elismerés.

## A díj odaítélése
A Koncz Márton-díjat a honvédelmi miniszter a haza védelme érdekében a Magyar Köztársaság Katonai Felderítő Hivatalnál, illetve 2012-től utódszervezeténél, a Katonai Nemzetbiztonsági Szolgálatnál kifejtett kiemelkedően eredményes felderítő tevékenység elismeréseként adományozza. Átadása november 11-én, a Felderítők Napján történik.
A díj átadására 2009-ig évente került sor, 2013 és 2018 között a Hajnik Pál-díjjal évente váltakozva, a páros években ítélték oda. 2019. óta ismét évente adományozható.
A díjazás 2009. és 2014. között szünetelt.
A díjazottak jogosultak a „Koncz Márton-díjas” cím használatára és az erre utaló miniatűr jelvény viselésére. (Ha a díj odaítélése és átadása közötti időben a kitüntetendő személy elhalálozik, a plakettet, az oklevelet és a díjjal járó pénzjutalmat házastársa vagy leszármazottja veheti át.)
A honvédelmi miniszter által alapítható és adományozható elismerésekről szóló mindenkori rendelet az összes díj éves kontingensét úgy határozza meg, hogy Koncz Márton-díjban alkalmanként gyakorlatilag 1-2 fő részesülhet.

## A díjak leírása és viselése
A díjakkal oklevél, plakett és anyagi elismerés jár. A pénzjutalom összege 2013-ig a Kossuth-díjjal járó pénzjutalom mindenkori összegének 20%-a volt, 2013-tól pedig a közszolgálati tisztviselőkre meghatározott illetményalap mindenkori összegének 13-szorosa.
- A plakett:
  - 2012-ig kör alakú, rajta a névadó arcmása és neve, hátoldalán a Magyar Köztársaság címere és körben a honvédelmi miniszter felirat. Anyaga bronz, átmérője 100 mm (Ágh Fábián Sándor alkotása).
  - 2013-tól álló ovális alakú, előlapján a névadó arcképe és neve. Anyaga bronz, mérete 100×70 mm.[4]
- A kitűzője kerek vagy ovális, rajta a díjra jellemző ábrázolás, átmérője 20 mm.[5]

A miniatűr jelvényt a szolgálati, köznapi és ünnepi öltözet esetén a zubbony jobb oldalán, a zsebtakaró felett kell viselni.

## Díjazottak
- 1996 – Dr. Munkácsy József ezredes
- 1996 – Dr. Vajda János ezredes
- 1997 – Rabata József főhadnagy
- 1998 – Kiss Tibor dandártábornok
- 1999 – Botz László vezérőrnagy
- 1999 – Dr. Magyar István ezredes
- 2000 – Bokor István ezredes
- 2001 – Becski Géza mérnök ezredes
- 2002 – Tóth András ny. ezredes
- 2003 – Tiszai Gyula ezredes
- 2004 – Morber Ferenc ny. altábornagy
- 2005 – Madarász Károly mérnök dandártábornok
- 2006 – Sztyéhlik László ny. mérnök ezredes
- 2007 – Morvai István ny. ezredes
- 2008 – Dr. Tömösváry Zsigmond ny. dandártábornok
- 2009 – Bagi Ferenc mérnök ezredes
- 2014 – Szabó Attila alezredes
- 2016 – Belső Károly ezredes
- 2018 – Koronczai Géza dandártábornok
- 2019 – Hajgató Zsolt Ottó ezredes
- 2020 – Dr. Béres János altábornagy
- 2021 – Juhász Dezső mérnök ezredes
- 2022 – Falvai László mk. ezredes
- 2023 – Börcsök András ezredes
- 2024 – Gál Orsolya alezredes